# Округла
Окру́гла — село в Україні, у Тячівській міській територіальній громаді Закарпатської області.

## Історія
Відоме своєю давньою історією, а насамперед тим, що в місцевому храмі св. Фелікса зберігається найдавніший орган в області, який установили ще 1800 року. Згідно з оповідями, колись до столу угорського короля подавали яблука з вільного міста Тячева та сіль із села Керикгедя (вона вважалася серед європейських алхіміків найкращою).
Очевидно що створення села пов’язано з родинами, які втекли сюди з регіонів Біхар та Ніршег від османської навали. Тут протягом тривалого часу було єдиним джерелом засобів до існування соляні шахти у цьому селі. Однак у 1734 р. Частина соляної шахти в Округлій обвалилася, її проходи були затоплені ґрунтовими водами, а на місці обвалу утворилося мале солене озеро, вода якого ще частково випарувалась мешканцями для виробництва солі.
Після обвалу шахти населення опинилося у важкому економічному стані. Його мешканці-чоловіки поїхали працювати на соляну шахту в Солотвино, а інші намагалися заробляти собі на життя в лісі або спаленням поташу, або бралися за роботу лісорубами.

## Соляні шахти
Спеціалісти Солотвинського солерудника відкрили в Керикгеді промисловий видобуток солі. В 1773 році почалися роботи на так званій «Шахті Стефаника», а 1792-го – на «Шахті Ференца». Після відкриття цих двох видобутків сюди почали приходити на роботу й жителі села Шандрова Хустського району. Окрім цього, заселення відбувалося й за рахунок політично неблагонадійних громадян Австро-Угорської імперії: уряд засилав у соляні шахти людей, засуджених до примусових робіт та непокірних очільництву імперії.
Соляні шахти проіснували до 1856 року, коли з невідомих причин у них було зупинено промисловий видобуток. Частина солекопів перейшли на роботу до Солотвинського солерудника, залишаючи свої сім’ї в селі, а решта працювала на нововідкритих лісорозробках. Населеному пункту належало 120 гектарів землі, на яких трудилися дружини солекопів. Поміщицьких господарств у Керикгеді не було, тому й серед кріпаків його мешканці ніколи не значилися. З 1840 року у селі діяла початкова школа, яку відкрили за сприяння керівництва Солотвинського солерудника. У ній працював всього один учитель, який перебував на утриманні солекопальні.
Нині навіть входи до керикгедівських шахт знайти проблематично.
Найімовірніше, вони засипалися з часом, хоча старожили розповідали, що деякі з шахт спеціально замаскували. Аби не втратити джерело солі після закриття місць видобутку, жителі села викопали 14-метровий колодязь, з якого брали ропу – солену воду. Її висушували, діставали таким чином сіль і розвозили по навколишніх ринках Мараморощини, де реалізовували або обмінювали на харчі або речі. Поступово, зі здешевшанням та загальнодоступністю солі, колодязь теж став непотрібним і зник. Нині поряд з тим місцем – замулене й опріснене озерце, яке колись, подейкують, теж було соленим.

## Релігія
Однією з найдавніших пам’яток Округлої є, як уже згадувалося, римо-католицька церква, збудована 1725 року в близькому до романського стилі. Цікаво, що більшість сільських храмів того часу зводилися з дерева, тоді як майстри Округлої вже користувалися каменем і володіли технікою аркового будівництва стелі. Широкі могутні стіни, напівкруглі арки, стеля, що тяжіє своєю масивністю, і невеликі вікна, більше схожі на бійниці середньовічних фортець, – такою церква збереглася й до наших днів. У селі кажуть, що спочатку ця будівля була всього лише соляним складом і тільки потім стала культовою спорудою. Внутрішня оздоба храму теж незвична, адже в ній використані скульптури святих і демонів, а ще – звичайних людей.
Нині він підпорядковується францисканському ордену Римо-католицької церкви. Коли «Замок» приїхав до Округлої, храм якраз ремонтували. Не побачили ми й старовинного органа – його, як виявилося, вже кілька років тому вивезли з костьолу на ремонт. Однак дізнатися, де саме реставрують безцінну реліквію й коли її повернуть в Округлу, з’ясувати було непросто. Тячівський священик Іштван Рац розповів, що інструмент через свій поважний вік був у дуже поганому стані, тому керівництво Римо-католицької Апостольської адміністрації Закарпаття вирішило забрати його на ремонт. Куди повезли старовинний орган – ніхто з місцевих не знає. Одні кажуть, що він в Україні, інші – що в Угорщині, треті – мовляв, в Австрії. Прояснити ситуацію змогла Апостольська адміністрація, у якій повідомили: нині орган знаходиться у Мукачеві. Він так і не відремонтований, проте вже ведуться перемовини з львівськими спеціалістами.

## Округла, або друга назва місто гусей[1]
За 14 кілометрів від міста Тячів, в долині потоку Малом, розташоване село Округла. Колись його називали Гусячим містом. Сьогодні ця назва використовується як назва мешканців цієї місцевості, які там живуть, які займаються солеварінням, лісозаготівлею та розведенням гусей. Це сталося в давні часи, коли татари навідувалися в ті краї в похід, щоб грабувати і розбійничати. Коли угорці в битві під Вермезе розбили  татар і розсіяли їх, деяким вдалося втекти, вони сховалися в найближчих лісах, а потім пішли в підпілля. Вони дуже зголодніли і пішли на гору в пошуках їжі. На світанку вони підійшли до кордону Округлої і вирішили пограбувати село. Вбити людей, вкрасти їхні речі та їжу. Але їм не вдалося застати сплячих мешканців, бо гуси побачили татар, і вони так злякалися, що здійняли такий галас, що всі прокинулися. Люди побачили, що прийшла біда, вхопили косу, мотику, довбню і відбили татарам голови, одну за одною. Так, щоб і сліду від них не лишилося. З тих пір село називається Гусячим містом, і люди в ньому дуже шанують гусей. Чому це місто, а не село? Тому що в ньому так багато гусей, як людей в місті.

## Туристичні місця
-  храм св. Фелікса
- в місцевому зберігається найдавніший орган в області, який установили ще 1800 року.
- залишки: «Шахта Стефаника», «Шахта Ференца»
-  лікувальний комплекс «Чорна вода»